# Jelec nadkamiennik
Jelec nadkamiennik (Telestes souffia) – gatunek ryby z rodziny karpiowatych.

## Występowanie
Dorzecza rzek: Rodan, Var, górnego i środkowego Dunaju, górnego Renu, oraz północne Włochy.
Żyje stadnie w głębszych partiach strumieni i rzek.

## Opis
Ciało wydłużone, walcowate, o długości do 25 cm. Otwór gębowy w położeniu dolnym. Boki srebrzyste, wzdłuż nich biegnie szeroka, ciemna smuga, poniżej której są widoczne pomarańczowe otwory linii nabocznej.

## Odżywianie
Zjada plankton i bentos.

## Rozród
Trze się w szybkim nurcie na kamienistym dnie. W tym okresie widoczna jest wysypka tarłowa, a pomarańczowa barwa linii nabocznej staje się wyjątkowo intensywna.